# Canon A-1

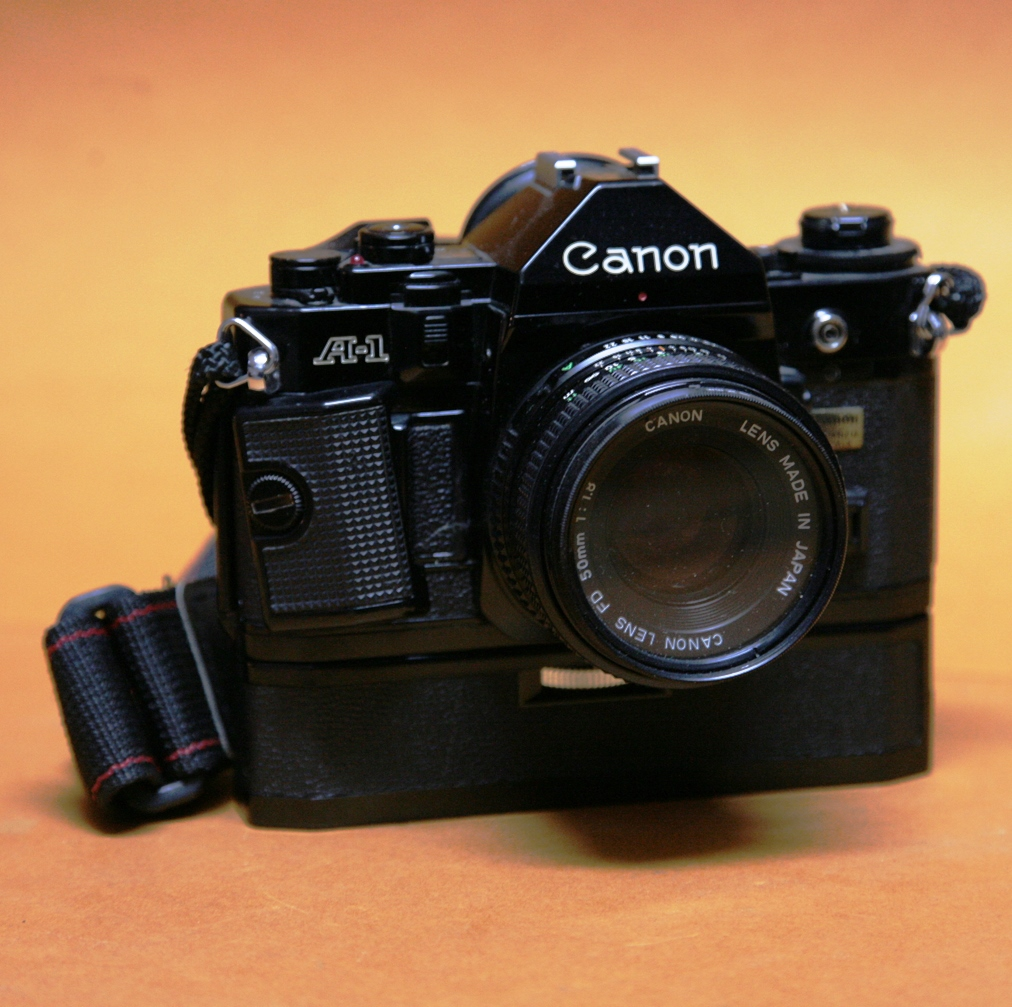
Canon A-1 equipaggiata con 50mm f:1.8 e motordrive

La Canon A-1 è stata una Single-lens reflex semi-professionale 35 mm. Fu prodotta da Canon inc in Giappone a partire dall'aprile del 1978 fino al 1985.
La fotocamera aveva un otturatore a tendina orizzontale che poteva variare da 1/1000s fino a posa B; il tempo di sincronizzazione con il flash era a 1/60s.
Le sue dimensioni sono di 92 mm di altezza, 141 mm di larghezza e 48 mm di spessore, il suo peso era di 620g. La reflex fu disponibile solo nel colore nero a differenza dello standard dell'epoca che prevedeva la scelta fra il modello nero o il modello argento e nero.
Negli Stati Uniti il prezzo di lancio sul mercato corredata di Obiettivo Canon FD 50 mm f:1.4 era di 625 dollari.
La Canon A-1 è una fotocamera storica, in quanto fu la prima macchina ad introdurre un programma di controllo dell'esposizione. Oltre a lasciare al fotografo la scelta di usare un tempo lungo o uno breve per congelare la scena e scegliere un diaframma per controllare la profondità di campo, la Canon A-1 possedeva un microprocessore programmato automaticamente per selezionare un compromesso basato sull'esposizione della scena; attualmente è uno standard in tutte le fotocamere.

## Descrizione
La Canon A-1 poteva innestare tutte le ottiche FD, uno standard introdotto nel 1971, o le successive ottiche Canon FDn a pseudobaionetta prodotte dal 1979.
Poteva inoltre usare anche le precedenti ottiche FL, e alcune vecchie ottiche con attacco R della Canonmatic.
Negli anni 70-80 erano disponibili circa 55 modelli di obiettivi FD, i quali spaziavano da un 7.5 mm f.5.6 fino ad un supertele 800 mm f 5.6. includendo obiettivi con massima apertura a 1.2 e la linea L, la quale garantiva una qualità eccelsa.
Gli accessori per la A-1 includevano il "Canon motor drive MA" il quale poteva far avanzare 5 fotogrammi per secondo, il "Canon Databack" un dispositivo per impressionare la data sulla pellicola ed i flash TTL Canon Speedlight 155A (con numero guida 56 m a iso 100) e Speedlite 199A (numero guida 98 m a 100 iso).
La Canon A-1 veniva alimentata con una PX-28 o 4LR44, la batteria alimentava un microprocessore, il quale possedeva diversi programmi, priorità tempi, priorità diaframmi, un programma completamente automatico "P" oltre alla modalità manuale.
La macchina dispone delle seguenti modalità di scatto assistite:
- Av, con la quale il diaframma viene scelto dal fotografo mentre la macchina seleziona in automatico il tempo di scatto. Questa modalità differisce dalla modalità "stop-down" perché il diaframma non è chiuso finché il fotografo non clicca il pulsante(come invece avviene con le più vecchie ottiche FL, non dotate di meccanismo di comunicazione dell'apertura del diaframma), la quantità di luce è quindi misurata a piena apertura.
- Tv, con la quale il fotografo sceglie il tempo di scatto e lascia alla macchina la scelta del diaframma necessario alla corretta esposizione della pellicola. Questa modalità è particolarmente utile in scenari come la fotografia sportiva dove bisogna avere la certezza di un tempo sufficientemente rapido a fermare l'azione senza il rischio di mosso.
- P, la macchina sceglie autonomamente secondo delle coppie tempo-diaframma pre-registrate la coppia più indicata per la corretta esposizione cercando di mantenere dei valori intermedi per entrambe le variabili(pagina 45).

Fu la prima macchina fotografica ad avere tutti e 4 i programmi noti come PASM. La macchina inoltre aveva all'interno del mirino dei LED a 6 cifre a 7 segmenti alfanumerici di colore rosso per indicare i dati di esposizione.
L'esposimetro è a fotocellula al silicio (con sensibilità compresa fra EV -2 ed EV 18; con obiettivo FD 50mm f/1.4 e pellicola da 100 ISO), mentre la messa a fuoco avviene con un telemetro centrale ad immagine spezzata ed intorno un telemetro a micro-prismi, con possibilità di scegliere fra altri sette vetrini di messa a fuoco, installabili da un centro Canon autorizzato.

## Storia
La Canon A-1 è stata la prima macchina a portare una tecnologia avanzata nel mercato amatoriale. La serie A della Canon prevedeva modelli più economici fra cui la Canon AE-1 (prodotta a partire dal 1976), AT-1 (1977), AV-1 (1979), AE-1 Program (1981) e AL-1 (1982). Tutte utilizzavano lo stesso corpo in alluminio e condividevano gran parte dei componenti, le differenze erano soltanto nel rivestimento superficiale in ABS. La Canon A-1 fu un tentativo di sconfiggere la casa nipponica rivale Nikon mediante una macchina dalle molte caratteristiche ed un prezzo più basso.
Quando fu immessa in commercio, nel 1978, fu un successo mondiale, molti fotografi furono sorpresi dalle caratteristiche avanzatissime per l'epoca, che la portavano ad essere anni avanti rispetto alla concorrenza, ma comunque non tutti i commenti erano positivi. Alcuni fotografi professionisti infatti erano preoccupati per la durevolezza di una macchina sottoposta ad un uso quotidiano pesante. I fotografi più tradizionalisti invece pensavano che l'introduzione di così tanti automatismi sarebbe stata una rovina per la fotografia. Tuttavia, questi automatismi furono un modo per avvicinare fotografi amatoriali al mondo Canon.